# ブランカ湖
ブランカ湖（ポルトガル語: Lagoa Branca）は、ポルトガル領アゾレス諸島を構成する島のひとつ、フローレス島中央部やや西寄りの山中にある湖である。

## 基本データ

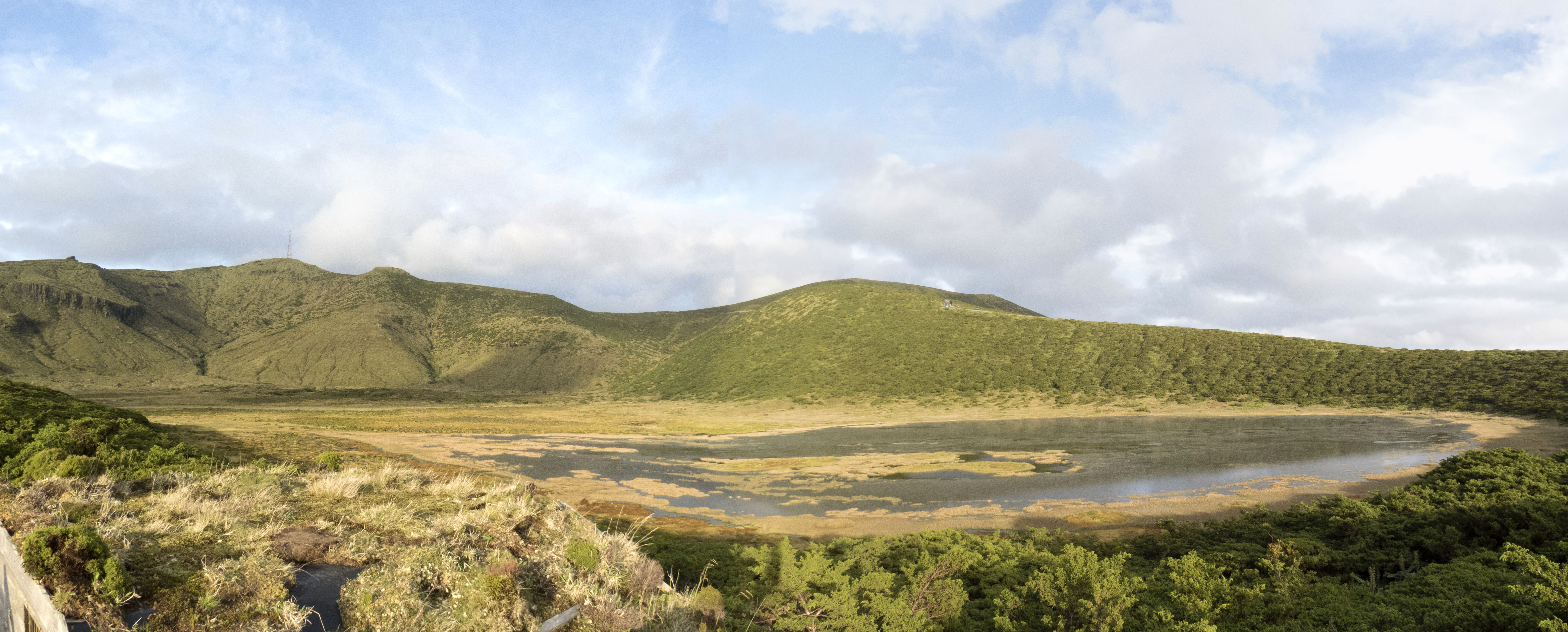
ブランカ湖

フローレス島内にある火山噴火が原因でできた穴に水が溜まってできた7つの湖のうちのひとつで、湖面の面積は0.05平方キロメートル、最大水深は2メートル程度とごく浅い。参考までにその7つの湖とは、コンプリダ湖、セカ湖、ネグラ湖、ハザ湖、フンダ湖、ロンバ湖、そしてブランカ湖である。
2008年にフローレス島中央高原の淡水湖の1つとしてラムサール条約登録地となった。